# Abrostola tocionis
Abrostola tocionis är en fjärilsart som beskrevs av Nobukatsu Marumo 1917. Abrostola tocionis ingår i släktet Abrostola och familjen nattflyn. Inga underarter finns listade i Catalogue of Life.